# Stade Joseph Philippart
Stade Joseph Philippart – stadion piłkarski w Rodange, w Luksemburgu. Obiekt może pomieścić 3400 widzów. Swoje spotkania rozgrywają na nim piłkarze klubu FC Rodange 91.